# Nikola Vukosavljević
Nikola Vukosavljević (en serbe cyrillique : Никола Вукосављевић ; né le 3 février 1946 à Belgrade) est un sculpteur serbe. En plus de ses sculptures, il a aussi réalisé des médaillons et des plaques, dessins, des encres et des aquarelles,.

## Présentation
Nikola Vukosavljević suit les cours de l'Académie des beaux-arts de Belgrade, notamment sous la direction Jovan Kratohvil ; il en sort avec un master en 1972. À partir de 1973, il devient membre de l'Association des artistes de Serbie (en serbe : Udruženje likovnih umetnika Srbije ; en abrégé : ULUS) et participe au groupe d'artistes Lada. En 1977, il devient professeur à la Faculté des beaux-arts de Belgrade, dont il est le doyen de 2004 à 2007,.
Il participe à plus de 200 expositions collectives en Yougoslavie et à l'étranger et expose individuellement  notamment à Belgrade (1973, 1974, 1979, 1985, 1990, 1993, 1995, 2000, 2002, 2004), Novi Sad (1979), Čačak (1980, 1989), Bor (1980), Leskovac (1981), Kragujevac (1981), Kraljevo (1983), Kikinda (1989), Budapest (1990), Subotica (1994), Zrenjanin (2000) et Kruševac (2003).
Nikola Vukosavljević vit à Belgrade, 33 rue Takovska.

## Quelques créations
- La Cage, 1978
- Le Sanglier, terre cuite, à Belgrade, dans le parc de Tašmajdan
- Le Boa, tôle d'acier soudée, 1985
- Le Dragon, tôle soudée, 1985
- La Mante religieuse, tôle d'acier soudée, 1986
- la série des Coqs, aquarelles, 1989
- Le vautour fauve, 1989, à Ljubovija
- Le Phénix, bronze, 1997
- la série des Montagnes, lavis à l'encre, 2004
- la série des éléments fossiles-pains, 2002
- la série des poissons, aquarelles, 2006